# Казачков, Эдуард Ошерович
Эдуард Ошерович Казачков (р. 5 окт. 1933, Гомель) — дирижёр, композитор,Засл.деятель искусств РСФСР (1985). Засл. деятель искусств БССР (1968).

## Биография
1947—1950 учился в Свердловской школе военно-музыкантских воспитанников по классу тубы у Н. Лычевского. В 1957 окончил Институт военных дирижёров по классу дирижирования В. И. Петрова, X. М. Хаханяна, М. Н. Рюмшина, по классу инструментовки С. П. Горчакова, по классу тубы И. А. Лебедева, Белорусскую государственную консерваторию по классу композиции А. В. Богатырева. 1967—1968 дирижёр оркестров Белорусского военного округа,
Проходя службу в городе Гродно, совмещал службу с преподаванием в музыкальном училище. Руководил городским симфоническим оркестром
1968—1973 —дирижёр военного оркестра в центральной группы войск (Чехословакия).
1974 −1986 начальник военно-оркестровой службы Дальневосточного округа. С 1978 председатель правления Дальневосточной организации композиторов РСФСР и член союза композиторов СССР, почетный член Русского хорового общества.
1986—1994 преподаватель Белорусской государственной консерватории, член союза композиторов Беларуси.
С 1994 проживает в Ашдоде, Израиль, художественный руководитель хора «Осэ Шалом».

## Произведения
Соч.: для солиста, хора и симф. орк. — кантаты:
- Моя Беларусь (сл. А. Харкевича, 1967),
- баллада Ленин пришёл навсегда (сл. М. Сеидова, 1969),
- Белорусская береза (сл. нар., 1972),
- поэма Земля (сл. Д. Терещенко, 1968), Акварели (сл. В. Шульжика, 1976);

для симф. орк. —
- картина Свята (1966),
- Симфония (1968),
- сюита Приамурье (1974);

для трубы и симф. орк. — Концертино (1968);
для струн. орк. — Симфониетта (1973);
для дух. орк. — сюиты:
- Зимние картинки (1966),
- Белорусская мозаика (1972),

поэмы:
- Беларусь (1968),
- Двенадцать (1970),
- Крепость над Бугом (1972),
- увертюра Партизаны Приамурья (1975);

для во к. ансамбля и дух. орк. — Поэма о комсомольце-буденновце (сл. Н. Кооля, 1974);
струн. квартеты — I (1968), II (1976);
для квартета дух. инстр. — Русские напевы (1966);
для скр. и ф-п. — Соната (1967);
вок.-хореографич. сюита Проводы (1971);
для голоса и ф-п. — циклы:
- Школьная кантата (сл. В. Шумилина, 1974),
- Думки (сл. А. Гурло, 1975),
- Мое счастье (сл. Р. Бернса, 1975);

для хора — баллада Граница (сл. В. Степанова, 1974),
циклы:
- Корчагинское племя (сл. В. Захарова, 1975),
- На краю России (сл. П. Комарова, 1976);

для голоса и ф-п. — романсы на сл. Р. Бернса, С. Есенина; хоры на сл. Н. Берестина, В. Корызна, Г. Шутенко и др.; песни на сл. А. Бондаренко, П. Бровки, С. Граховского, В. Шульжика, В. Захарова, П. Приходько, С. Острового и др.;
музыка к драм. спектаклям, в том числе «Я присягал Родине» А. Струнина (1968), «Жужа из Будапешта» Л. Жуховицкого (1976)
Литература:
А.Черных «Советское духовое инструментальное искусство», изд. Сов, композитор,1989г, стр.249-250.
T.Г. Мдзівани,П.I. Сергіенка « Компазітары Беларусi», изд. Мінск «Беларусь» 1997 г.,стр.158-164.
Н.A.Соломонова «Ведущая тема творчества», изд. Музыка России. Москва 1989 год.
Борис Турчинский «Иерусалимский Дивертисмент»,Очерки о музыке и музыкантах, «Трудитесь и верьте в себя!», изд.'Клик",Иерусалим 2016 г.,стр.117-188
Интернет ресурсы:
Эдуард Казачков" Трудитесь и верьте в себя"-очерк Б.Турчинского
www.forumklassika.ru/showthread.php?t=98475
Н. А. Соломонова Музыкальная культура народов Дальнего Востока России 19-20 вв. Диссертация по искусствоведению ВАКРФ
Хабаровск- 2002 год.
http://cheloveknauka.com/muzykalnaya-kultura-narodov-dalnego-vostoka-rossii-xix-xx-vv